# Millerton (Oklahoma)
Millerton – miasto w Stanach Zjednoczonych, w stanie Oklahoma, w hrabstwie McCurtain.